# 87° westerlengte
87° westerlengte (ten opzichte van de nulmeridiaan) is een meridiaan of lengtegraad, onderdeel van een geografische positieaanduiding in bolcoördinaten. De lijn loopt vanaf de Noordpool naar de Noordelijke IJszee, Noord-Amerika, de Golf van Mexico, de Caraïbische Zee, Midden-Amerika, de Grote Oceaan, de Zuidelijke Oceaan en Antarctica en zo naar de Zuidpool.
De meridiaan op 87° westerlengte vormt een grootcirkel met de meridiaan op 93° oosterlengte. De meridiaanlijn beginnend bij de Noordpool en eindigend bij de Zuidpool gaat door de volgende landen, gebieden of zeeën. 
| Land, gebied of zee                   | Nauwkeurigere gegevens                                                        |
| ------------------------------------- | ----------------------------------------------------------------------------- |
| Noordelijke IJszee                    |                                                                               |
| Canada                                | Nunavut - Ellesmere Island, Axel Heibergeiland, Ellesmere Island, Devoneiland |
| Parrykanaal                           |                                                                               |
| Canada                                | Nunavut - Baffineiland                                                        |
| Gulf of Boothia                       |                                                                               |
| Canada                                | Nunavut                                                                       |
| Hudsonbaai (dwarst Southamptoneiland) |                                                                               |
| Canada                                | Ontario                                                                       |
| Bovenmeer                             |                                                                               |
| Verenigde Staten                      | Michigan                                                                      |
| Michiganmeer                          |                                                                               |
| Verenigde Staten                      | Wisconsin                                                                     |
| Michiganmeer                          |                                                                               |
| Verenigde Staten                      | Indiana, Kentucky, Tennessee, Alabama, Florida                                |
| Golf van Mexico                       |                                                                               |
| Mexico                                | Quintana Roo (met Yucatán en Cozumel)                                         |
| Caraïbische Zee                       |                                                                               |
| Honduras                              | Atlántida, Yoro, Francisco Morazán, El Paraíso, Choluteca                     |
| Nicaragua                             | Chinandega, León                                                              |
| Grote Oceaan                          |                                                                               |
| Zuidelijke Oceaan                     |                                                                               |
| Antarctica                            | Antártica, onderdeel van de provincie Antártica Chilena geclaimd door Chili   |